# 500 Miglia di Indianapolis 1957
La 500 Miglia di Indianapolis 1957 fu la terza gara della stagione 1957 del Campionato mondiale di Formula 1, disputata il 30 maggio all'Indianapolis Motor Speedway.
La manifestazione vide la vittoria di Sam Hanks su Epperly-Offenhauser, seguito da Jim Rathmann, anch'egli su Epperly-Offenhauser e da Jimmy Bryan, su Kuzma-Offenhauser. Durante le prove morì in un incidente Keith Andrews, pilota del team di Nino Farina.

## Risultati

### Qualifiche
| Pos                     | N° | Pilota            | Auto                          | Sponsor/Nome Auto        | Tempo (su 4 giri)       |
| ----------------------- | -- | ----------------- | ----------------------------- | ------------------------ | ----------------------- |
| 1                       | 12 | Pat O'Connor      | Kurtis Kraft-Offenhauser      | Belond Exhaust           | 4:10.09                 |
| 2                       | 88 | Eddie Sachs       | Kuzma-Offenhauser             | Peter Schmidt            | 4:10.31                 |
| 3                       | 52 | Troy Ruttman      | Watson-Offenhauser            | John Zink                | 4:12.15                 |
| 4                       | 14 | Fred Agabashian   | Kurtis Kraft 500G-Offenhauser | Bowes Seal Fast          | 4:12.53                 |
| 5                       | 6  | Johnny Boyd       | Kurtis Kraft 500G-Offenhauser | Bowes Seal Fast          | 4:13.34                 |
| 6                       | 5  | Jimmy Reece       | Kurtis Kraft 500C-Offenhauser | Hoyt Machine             | 4:13.51                 |
| 7                       | 83 | Ed Elisian        | Kurtis Kraft 500C-Offenhauser | McNamara                 | 4:13.92                 |
| 8                       | 16 | Al Keller         | Kurtis Kraft 500G-Offenhauser | BardahlClancy            | 4:14.60                 |
| 9                       | 23 | Elmer George      | Kurtis Kraft 500B-Offenhauser | Travelon Trailer         | 4:15.57                 |
| 10                      | 54 | Paul Russo        | Kurtis Kraft 500F-Novi        | Novi Air Conditioning    | 4:08.59                 |
| 11                      | 10 | Johnny Thomson    | Kuzma-Offenhauser             | D-A Lubricants           | 4:10.82                 |
| 12                      | 73 | Andy Linden       | Kurtis Kraft 500G-Offenhauser | McNamara                 | 4:11.32                 |
| 13                      | 9  | Sam Hanks         | Epperly-Offenhauser           | Belond Exhaust           | 4:12.08                 |
| 14                      | 22 | Gene Hartley      | Lesovsky-Offenhauser          | Massaglia Hotel          | 4:14.83                 |
| 15                      | 1  | Jimmy Bryan       | Kuzma-Offenhauser             | Dean Van Lines           | 4:14.98                 |
| 16                      | 7  | Bob Veith         | Phillips-Offenhauser          | Bob Estes                | 4:15.29                 |
| 17                      | 18 | Johnnie Parsons   | Kurtis Kraft 500G-Offenhauser | Sumar                    | 4:15.71                 |
| 18                      | 77 | Mike Magill       | Kurtis Kraft 500G-Offenhauser | Dayton Steel             | 4:16.39                 |
| 19                      | 19 | Jack Turner       | Kurtis Kraft 500G-Offenhauser | Bardahl                  | 4:16.47                 |
| 20                      | 43 | Eddie Johnson     | Kurtis Kraft 500G-Offenhauser | Chapman                  | 4:16.83                 |
| 21                      | 3  | Don Freeland      | Kurtis Kraft 500D-Offenhauser | Ansted Rotary            | 4:17.79                 |
| 22                      | 27 | Tony Bettenhausen | Kurtis Kraft 500F-Novi        | Novi Air Conditioning    | 4:12.74                 |
| 23                      | 31 | Bill Cheesbourg   | Kurtis Kraft 500G-Offenhauser | Seal Line                | 4:14.30                 |
| 24                      | 8  | Rodger Ward       | Lesovsky-Offenhauser          | Wolcott Fuel Injection   | 4:14.74                 |
| 25                      | 82 | Chuck Weyant      | Kurtis Kraft 500C-Offenhauser | Central Excavating       | 4:15.13                 |
| 26                      | 55 | Eddie Russo       | Kurtis Kraft 500C-Offenhauser | Sclavi & Amos            | 4:15.57                 |
| 27                      | 92 | Don Edmunds       | Kurtis Kraft 500G-Offenhauser | McKay                    | 4:16.32                 |
| 28                      | 48 | Marshall Teague   | Kurtis Kraft 500C-Offenhauser | Sumar                    | 4:16.54                 |
| 29                      | 57 | Jimmy Daywalt     | Kurtis Kraft 500C-Offenhauser | Helse                    | 4:16.77                 |
| 30                      | 89 | Al Herman         | Dunn-Offenhauser              | Dunn Motoreering         | 4:17.13                 |
| 31                      | 28 | Johnnie Tolan     | Kuzma-Offenhauser             | Greenman-Casale          | 4:17.43                 |
| 32                      | 26 | Jim Rathmann      | Epperly-Offenhauser           | Chiropractic             | 4:17.50                 |
| 33                      | 95 | Bob Christie      | Kurtis Kraft 500C-Offenhauser | Jones & Maley            | 4:17.55                 |
| Vetture non qualificate |    |                   |                               |                          |                         |
| NQ                      | 18 | Dick Rathmann     | Kurtis Kraft 500G-Offenhauser | Sumar                    | auto guidata da Parsons |
| NQ                      | 33 | Billy Garrett     | Kurtis Kraft 500E-Offenhauser | Federal Motoreering      |                         |
| NQ                      | 4  | George Amick      | Snowberger-Offenhauser        | Federal Motoreering      |                         |
| NQ                      | 42 | Dempsey Wilson    | Kurtis Kraft-Offenhauser      | Martin Brothers          |                         |
| NQ                      | 35 | Chuck Weyant      | Kurtis Kraft 500G-Offenhauser | Jim Robbins              |                         |
| NQ                      | 49 | Ray Crawford      | Kurtis Kraft 500G-Offenhauser | Meguiar Mirror Glaze     |                         |
| NQ                      | 25 | Jud Larson        | Watson-Offenhauser            | John Zink                |                         |
| NQ                      | 98 | Johnnie Parsons   | Kuzma-Offenhauser             | Agajanian                |                         |
| NQ                      | 45 | Bill Cheesbourg   | Kurtis Kraft 500G-Offenhauser | Las Vegas Club           |                         |
| NQ                      | 32 | Jimmy Davies      | Kurtis Kraft 500D-Offenhauser | Trio Brdeact wind allass |                         |
| NQ                      | 67 | Don Edmunds       | Kurtis Kraft 500C-Offenhauser | Braund Plywood           |                         |
| NQ                      | 72 | Danny Kladis      | Maserati                      | Morgan Motoreering       |                         |
| NQ                      | 15 | Tony Bonadies     | Kurtis Kraft 500C-Offenhauser | Ray Brady                |                         |
| NQ                      | 31 | Cliff Griffith    | Kurtis Kraft 500G-Offenhauser | Seal Line                |                         |
| NQ                      | 34 | Jim McWitney      | Kurtis Kraft 500D-Offenhauser | Federal Motoreering      |                         |
| NQ                      | 58 | Andy Furci        | Schroeder-Offenhauser         | Ray Brady                |                         |
| NQ                      | 59 | Bud Clemons       | Shilala-Offenhauser           | Chiropractic             |                         |
| NQ                      | 62 | Keith Andrews     | Kurtis Kraft 500G-Offenhauser | Farina                   | Incidente mortale       |
| NQ                      | 64 | Gene Force        | Watts-Offenhauser             | Shannon Brothers         |                         |
| NQ                      | 71 | Johnny Fedricks   | Kurtis Kraft 500C-Offenhauser | Gdula                    |                         |
| NQ                      | 81 | Tony Bonadies     | Kuzma-Offenhauser             | Central Excavating       |                         |
| NQ                      | 84 | Danny Kladis      | Mercedes-Jaguar               | Safety Auto Glass        |                         |

### Gara
| Pos | N° | Pilota            | Auto                     | Giri | Tempo/Causa ritiro | Griglia | Punti |
| --- | -- | ----------------- | ------------------------ | ---- | ------------------ | ------- | ----- |
| 1   | 9  | Sam Hanks         | Epperly-Offenhauser      | 200  | 3:41:14.25         | 13      | 8     |
| 2   | 26 | Jim Rathmann      | Epperly-Offenhauser      | 200  | +21.46             | 32      | 7     |
| 3   | 1  | Jimmy Bryan       | Kuzma-Offenhauser        | 200  | +2:13.97           | 15      | 4     |
| 4   | 54 | Paul Russo        | Kurtis Kraft-Novi        | 200  | +2:56.86           | 10      | 3     |
| 5   | 73 | Andy Linden       | Kurtis Kraft-Offenhauser | 200  | +3:14.27           | 12      | 2     |
| 6   | 6  | Johnny Boyd       | Kurtis Kraft-Offenhauser | 200  | +4:35.27           | 5       |       |
| 7   | 48 | Marshall Teague   | Kurtis Kraft-Offenhauser | 200  | +4:45.58           | 28      |       |
| 8   | 12 | Pat O'Connor      | Kurtis Kraft-Offenhauser | 200  | +5:33.15           | 1       |       |
| 9   | 7  | Bob Veith         | Phillips-Offenhauser     | 200  | +6:17.11           | 16      |       |
| 10  | 22 | Gene Hartley      | Lesovsky-Offenhauser     | 200  | +7:10.12           | 14      |       |
| 11  | 19 | Jack Turner       | Kurtis Kraft-Offenhauser | 200  | +7:56.07           | 19      |       |
| 12  | 10 | Johnny Thomson    | Kuzma-Offenhauser        | 199  | +1 Giro            | 11      |       |
| 13  | 95 | Bob Christie      | Kurtis Kraft-Offenhauser | 197  | +3 Giri            | 33      |       |
| 14  | 82 | Chuck Weyant      | Kuzma-Offenhauser        | 196  | +4 Giri            | 25      |       |
| 15  | 27 | Tony Bettenhausen | Kurtis Kraft-Novi        | 195  | +5 Giri            | 22      |       |
| 16  | 18 | Johnnie Parsons   | Kurtis Kraft-Offenhauser | 195  | +5 Giri            | 17      |       |
| 17  | 3  | Don Freeland      | Kurtis Kraft-Offenhauser | 192  | +8 Giri            | 21      |       |
| 18  | 5  | Jimmy Reece       | Kurtis Kraft-Offenhauser | 182  | Acceleratore       | 6       |       |
| 19  | 92 | Don Edmunds       | Kurtis Kraft-Offenhauser | 170  | Uscita di pista    | 27      |       |
| 20  | 28 | Johnnie Tolan     | Kurtis Kraft-Offenhauser | 138  | Frizione           | 31      |       |
| 21  | 89 | Al Herman         | Dunn-Offenhauser         | 111  | Incidente          | 30      |       |
| 22  | 14 | Fred Agabashian   | Kurtis Kraft-Offenhauser | 107  | Perdita carburante | 4       |       |
| 23  | 88 | Eddie Sachs       | Kuzma-Offenhauser        | 105  | Perdita carburante | 2       |       |
| 24  | 77 | Mike Magill       | Kurtis Kraft-Offenhauser | 101  | Incidente          | 18      |       |
| 25  | 43 | Eddie Johnson     | Kurtis Kraft-Offenhauser | 93   | Ruota              | 20      |       |
| 26  | 31 | Bill Cheesbourg   | Kurtis Kraft-Offenhauser | 81   | Perdita carburante | 23      |       |
| 27  | 16 | Al Keller         | Kurtis Kraft-Offenhauser | 75   | Incidente          | 8       |       |
| 28  | 57 | Jimmy Daywalt     | Kurtis Kraft-Offenhauser | 53   | Incidente          | 29      |       |
| 29  | 83 | Ed Elisian        | Kurtis Kraft-Offenhauser | 51   | Ritiro             | 7       |       |
| 30  | 8  | Rodger Ward       | Lesovsky-Offenhauser     | 27   | Compressore        | 24      |       |
| 31  | 52 | Troy Ruttman      | Watson-Offenhauser       | 13   | Motore             | 3       |       |
| 32  | 55 | Eddie Russo       | Kurtis Kraft-Offenhauser | 0    | Incidente          | 26      |       |
| 33  | 23 | Elmer George      | Kurtis Kraft-Offenhauser | 0    | Incidente          | 9       |       |